# Christian Ramirez
Christian Ramirez (Garden Grove, California, Estados Unidos, 4 de abril de 1991) es un futbolista estadounidense de origen colombiano, juega como delantero en Los Angeles Galaxy de la Major League Soccer.

## Selección nacional
Ha sido internacional con la selección de fútbol de Estados Unidos. El 8 de enero de 2018 recibió su primera convocatoria para un juego amistoso contra Bosnia y Herzegovina.

## Clubes
| Club                    | País           | Temporadas  |
| ----------------------- | -------------- | ----------- |
| Orange County Blue Star | Estados Unidos | 2012        |
| Charlotte Eagles        | Estados Unidos | 2013        |
| Minnesota United        | Estados Unidos | 2014 - 2018 |
| Los Angeles             | Estados Unidos | 2018 - 2019 |
| Houston Dynamo          | Estados Unidos | 2019 - 2021 |
| Aberdeen FC             | Escocia        | 2021 - 2023 |
| Columbus Crew           | Estados Unidos | 2023 - 2024 |
| Los Angeles Galaxy      | Estados Unidos | 2025 - Act  |

## Estadísticas
| Club                            | Div                 | Temporada           | Liga  | Liga  | Copa Nacional | Copa Nacional | Copa Internacional | Copa Internacional | Total | Total | Prom. · |
| Club                            | Div                 | Temporada           | Part. | Goles | Part.         | Goles         | Part.              | Goles              | Part. | Goles | Prom. · |
| ------------------------------- | ------------------- | ------------------- | ----- | ----- | ------------- | ------------- | ------------------ | ------------------ | ----- | ----- | ------- |
| Orange Country Estados Unidos   | 4ª                  | 2012                | 27    | 4     | 0             | 0             | -                  | -                  | 27    | 4     | 0,14    |
| Orange Country Estados Unidos   | Total               | Total               | 27    | 4     | 0             | 0             | 0                  | 0                  | 27    | 4     | 0,14    |
| Charlotte Eagles Estados Unidos | 3ª                  | 2013                | 26    | 12    | 0             | 0             | -                  | -                  | 26    | 12    | 0,46    |
| Charlotte Eagles Estados Unidos | Total               | Total               | 26    | 12    | 0             | 0             | 0                  | 0                  | 26    | 12    | 0,46    |
| Minnesota United Estados Unidos | 2ª                  | 2014                | 28    | 20    | 2             | 1             | -                  | -                  | 30    | 21    | 0,70    |
| Minnesota United Estados Unidos | 2ª                  | 2015                | 31    | 13    | 1             | 0             | -                  | -                  | 32    | 13    | 0,40    |
| Minnesota United Estados Unidos | 2ª                  | 2016                | 31    | 18    | 2             | 1             | -                  | -                  | 33    | 19    | 0,57    |
| Minnesota United Estados Unidos | 1ª                  | 2017                | 30    | 14    | 0             | 0             | -                  | -                  | 30    | 14    | 0,46    |
| Minnesota United Estados Unidos | 1ª                  | 2018                | 20    | 7     | 2             | 0             | -                  | -                  | 22    | 7     | 0,33    |
| Minnesota United Estados Unidos | Total               | Total               | 140   | 72    | 7             | 2             | 0                  | 0                  | 147   | 74    | 0,50    |
| Los Angeles Estados Unidos      | 1ª                  | 2018                | 7     | 2     | 0             | 0             | -                  | -                  | 7     | 2     | 0,28    |
| Los Angeles Estados Unidos      | 1ª                  | 2019                | 10    | 5     | 0             | 0             | -                  | -                  | 10    | 5     | 0,50    |
| Los Angeles Estados Unidos      | Total               | Total               | 17    | 7     | 0             | 0             | 0                  | 0                  | 17    | 7     | 0,41    |
| Total en su carrera             | Total en su carrera | Total en su carrera | 210   | 141   | 7             | 2             | 0                  | 0                  | 217   | 97    | 0,44    |